# Charidotella sexpunctata
Espèce
Charidotella sexpunctata, la casside dorée, est une espèce d'insectes coléoptères de la famille des Chrysomelidae, originaire du continent américain.

## Description
L'adulte, long de 5 à 7 mm de long, présente une couleur variable, allant du brun rougeâtre aux taches noires en passant par le doré, souvent avec des reflets métalliques. Les marges des élytres sont élargies et presque transparentes.
La couleur de cette casside change au cours du développement, lors de l'accouplement et pendant les périodes de perturbation, par exemple lorsque l'insecte est touché par un chercheur. Le mécanisme de changement de couleur chez cette espèce n'a pas fait l'objet d'études. Cependant, le changement de couleur chez une espèce apparentée, Charidotella egregia, se produit lorsque les élytres de ce coléoptère subissent des hydratations et déshydratations successives. Les adultes des deux espèces peuvent passer du doré brillant au brun rougeâtre lorsqu'ils sont dérangés.

## Comportement et alimentation
Ce coléoptère consomme (sans faire de gros dégâts) le feuillage des plantes de la famille des Convolvulaceae, dont les liserons, les ipomées et la patate douce. Les adultes et les larves se nourrissent de feuillage.
Ces coléoptères font "le mort" lorsqu'ils sont dérangés.

## Taxinomie

### Liste des sous-espèces
Selon Catalogue of Life (28 octobre 2019) :
- Charidotella sexpunctata bicolor (Fabricius, 1798)
- Charidotella sexpunctata sexpunctata (Fabricius, 1781)